# گواهی مبدأ

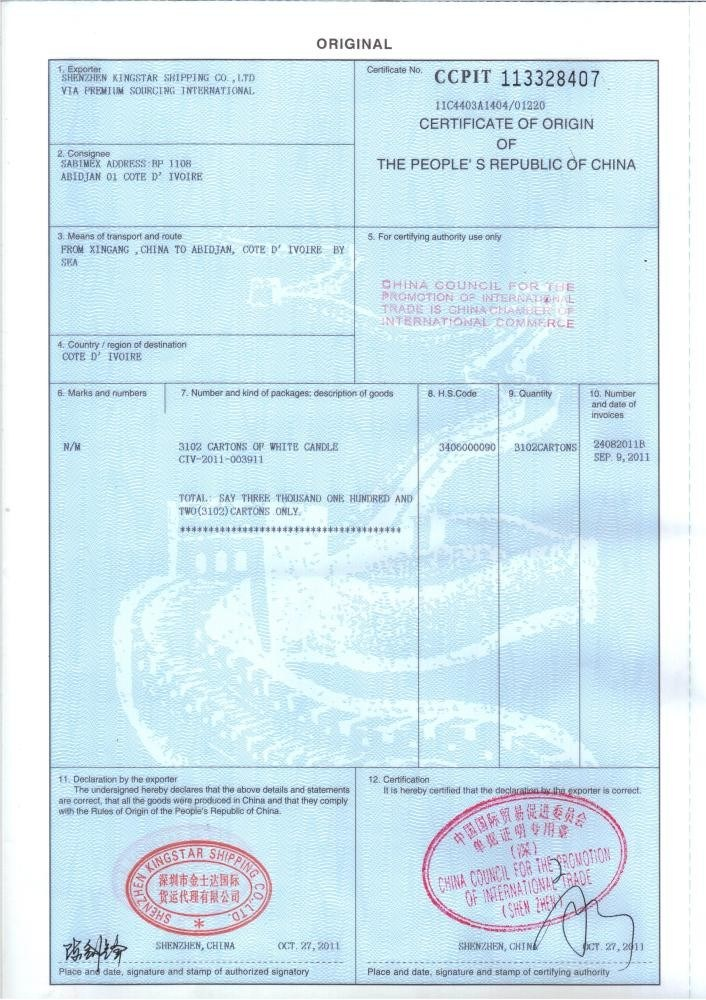
گواهی مبدأ صادرشده توسط اتاق بین‌المللی بازرگانی چین

گواهی مبدأ سندی است که دلالت بر محل ساخت کالا دارد و توسط اتاق بازرگانی کشور سازنده کالا و به تقاضای صادرکننده تنظیم و تصدیق می‌گردد.